# 東結村
東結村（ひがしむすぶむら）は、かつて岐阜県安八郡に存在した村である。
現在の安八郡安八町東結と瑞穂市東結
に該当する。

## 歴史
- 地名の「結」は結神社に由来する[3]。
- 江戸時代末期、美濃国安八郡東結村であった。
- 旧高旧領取調帳によると、1868年（明治元年）時点で大垣藩領であった。

### 年表
- 1889年（明治22年）7月1日 - 町村制により東結村が発足。
- 1897年（明治30年）4月1日 - 西結村と合併し、結村が発足。同日東結村廃止。

## 学校
- 西結東結村組合結小学校（現・安八町立結小学校）